# Патріофеліс
Патріофеліс (лат. Patriofelis, досл. «батько-кіт») — рід вимерлих великих, ссавців роду креодонтів, які зовні нагадували представників котових.
Зустрічався в середньому еоцені, близько 45 млн років тому, в Північній Америці. Останки виявлені, зокрема, на території Національного пам'ятника копалин відкладень імені Джона Дея в американськом штаті Орегон.
Довжина тіла становила близько 1,2 — 1,8 метра без врахування великого хвоста, тобто наближалася до розмірів сучасної пуми. Мав короткі ноги з широкими ступнями, що свідчило, ймовірно, про погану здатності до бігу, але хорошої — до плавання. Як і його близькі родичі, оксіени, ймовірно, мав досить гарною здатністю дертися по деревам (Robbins 2006).
|  |  |  |